# Język aragoński

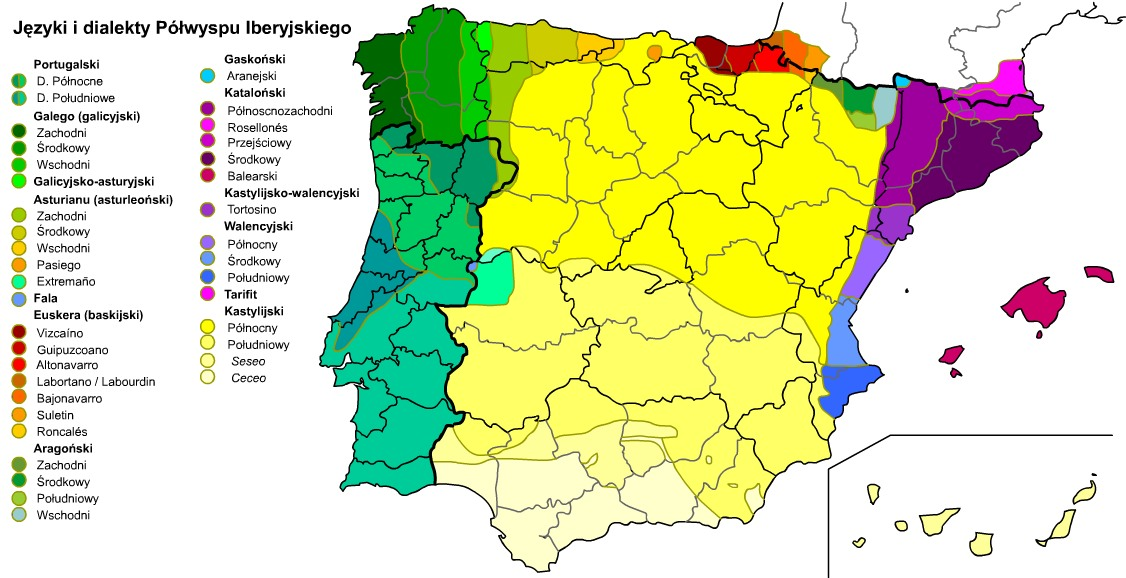
Języki i dialekty Półwyspu Iberyjskiego

Język aragoński (arag. idioma aragonés) – język zachodnioromański, używany obecnie przez około 11 tysięcy osób mieszkających w prowincji Huesca na obszarze autonomicznego regionu Aragonii w północnej Hiszpanii oraz przez 20 tysięcy osób jako drugi język. Z powodu długotrwałego braku formy standardowej nazywany jest dialektem aragońskim, niektóre źródła kwalifikują go jako odmianę języka hiszpańskiego.

## Historia
Aragoński wyodrębnił się, około VIII wieku naszej ery, z jednego z dialektów łaciny używanego w Pirenejach, posiadającego liczne zapożyczenia z języka baskijskiego. Dzięki rozwojowi terytorialnemu królestwa Aragonii język ten rozprzestrzeniał się głównie w kierunku południowym.
Połączenie z Aragonią obszarów Katalonii spowodowało dwujęzyczność królestwa (na zachodzie mówiono aragońskim, a na wschodzie – katalońskim). Co więcej, kataloński był częściej niż aragoński przyjmowany przez ludność zamieszkującą nowe obszary zajmowane przez królestwo (jak choćby Baleary).
Unia Aragonii i Kastylii spowodowała dalszy zanik języka aragońskiego. Choć porozumiewało się nim wiele osób, jego użycie ograniczało się jedynie do sytuacji nieformalnych. Nowa władza chciała pokazać swą siłę poprzez narzucenie swej mowy.
Najbardziej tragicznym czasem w historii regionu aragońskiego był okres dyktatury generała Franco w XX wieku. Dzieci w szkołach bito za mówienie w tym języku, a prawo zabraniało używania jakiegokolwiek języka innego niż hiszpański (kastylijski).
Kres rządów generała Franco doprowadził do zwiększenia się liczby dzieł literackich w aragońskim. Przeprowadzono także wiele badań lingwistycznych. Mimo to, wkrótce może okazać się, że język ten wyginie.
W dzisiejszych czasach, aragoński ciągle jest używany na obszarze, z którego się wywodzi, gdzie żyje około 10 tysięcy osób posługujących się nim jako pierwszym językiem. Dodatkowo, kolejne 20 tysięcy osób uczy się aragońskiego jako drugiego języka. Aragońskim posługuje się więc około 30 tysięcy ludzi.
Dialekt Ribagorçan posiada cechy zarówno języka katalońskiego, jak i aragońskiego.

## Obszar użycia języka aragońskiego
Aragoński używany jest niemal wyłącznie w północnym obszarze regionu Aragonii w północnej Hiszpanii. Jest to obszar Pirenejów, na którym ten język wykształcił się w okolicach VIII wieku naszej ery.

Języki używane na obszarze Aragonii

## Modlitwa „Ojcze Nasz” w języku aragońskim
aragoński:
Pai nuestro, que yes en o zielo, satificato siga o tuyo nombre, bienga ta nusatros o reino tuyoy se faiga la tuya boluntá en a tierra como en o zielo. O pan nuestro de cada diya da-lo-mos güei, perdona las nuestras faltas como tamién nusatros perdonamos a os que mos faltan, no mos dixes cayer en a tentazión y libera-mos d’o mal. Amén.
dla porównania hiszpański (kastylijski):
Padre nuestro que estás en el cielo, santificado sea tu Nombre; venga a nosotros tu reino; hágase tu voluntad en la tierra como en el cielo. Danos hoy nuestro pan de cada día; perdóna nuestras ofensas, como tambien nosotros perdonamos a los que nos ofenden; no nos dejes caer en la tentación, y líbranos del mal. Amén.

## Język aragoński a języki zachodnioromańskie

### Różnice w słownictwie
Język aragoński jest blisko spokrewniony z językiem hiszpańskim (kastylijskim), katalońskim i oksytańskim, jednak miały na niego wpływ także inne języki. Dlatego też wiele słów aragońskich ma inny źródłosłów niż hiszpańskie. Inne mogą mieć ten sam źródłosłów, ale nie przeszły do aragońskiego z hiszpańskiego. Zdarza się też, że mają swoje odpowiedniki w języku hiszpańskim, ale rzadziej używane.
Przykłady:
| aragoński            | kataloński            | hiszpański         | znaczenie oraz uwagi |
| -------------------- | --------------------- | ------------------ | -------------------- |
| polideza             | bellesa               | belleza            | „piękno”, „piękność” |
| esporte              | esport                | deporte            | „sport”              |
| amostrar, amostranza | ensenyar, ensenyament | enseñar, enseñanza | „uczyć”, „nauczanie” |
| esdebenidero         | futur                 | futuro             | „przyszłość”         |
| trucazo, trucar      | cop, copejar          | golpe, golpear     | „cios”, „uderzać”    |
| charrar/parlar       | xerrar/parlar         | hablar             | „mówić”              |
| mesmo                | mateix                | mismo              | „sam”                |
| traza (r.ż)          | manera                | modo (r.m)         | „sposób”             |
| parola               | paraula               | palabra            | „słowo”              |
| velocidat            | velocitat             | rapidez            | „szybkość”           |
| garra                | cama                  | pierna             | „noga”               |
| polaco               | polonés               | polaco             | „polski”             |
| branca               | branca                | rama               | „gałąź”, „dziedzina” |
| chenullo (r.m.)      | genoll                | rodilla (r.ż)      | „kolano”             |
| puet estar que       | potser                | tal vez            | „być może”           |
| zaguero              | darrer                | último             | „ostatni”            |
| emplegar             | emprar, utilitzar     | usar, utilizar     | „używać”             |
| vegata               | vegada                | vez                | „raz”                |

### Różnice w gramatyce

#### Rodzajnik
| Język aragoński | Język kataloński | Język hiszpański |
| --------------- | ---------------- | ---------------- |
| o, lo/ro, el    | el               | el               |
| a, la/ra        | la/sa            | la               |
| os, los/ros, es | els              | los              |
| as, las/ras     | les              | las              |

Rodzajniki określone liczby pojedynczej skracają się do l' przed wyrazem zaczynającym się samogłoską.
Dłuższych formy rodzajników określonych używa się po wyrazach zakończonych samogłoską, zwłaszcza po przyimku á

#### Rzeczownik
Odmiana rzeczownika
Przyimek drugiego przypadka de w aragońskim skraca się do d' przed wyrazem zaczynającym się samogłoską. Dotyczy to szczególnie rodzajników: hiszp. del (=de el) – arag. d’o, hiszp. de la – arag. d’a.
Hiszpańskiemu przyimkowi trzeciego przypadka a odpowiada aragoński á, który nie łączy się z rodzajnikiem określonym: hiszp. al, a la – arag. á lo/á ro, á la/á ra.
Inne przyimki:
| hiszpański | aragoński                                          | forma gramatyczna  |
| ---------- | -------------------------------------------------- | ------------------ |
| desde      | dende                                              | „od”               |
| hasta      | dica                                               | „do”               |
| para       | ta, t’ (przed wyrazem zaczynającym się samogłoską) | „dla”              |
| por        | por/ta                                             | „przez”, „po”, „z” |
| según      | seguntes                                           | „według”           |
| sobre      | sopre                                              | „na”, „nad”        |

Liczba mnoga
Hiszpańskie rzeczowniki i przymiotniki liczby mnogiej, zakończone na -les, -nes, -res po samogłosce, mają aragońskie odpowiedniki -ls, -ns, -rs: hiszp. sociales, religiones, escritores – arag. sozials, relichions, escritors.

#### Czasownik
Odmiana czasownika „być” (niektóre formy)
- Większość dialektów języka aragońskiego nie posiada dwóch czasowników odpowiadających słowu „być”, jak hiszpańskie ser i estar

| hiszpański  | aragoński | forma gramatyczna                                            |
| ----------- | --------- | ------------------------------------------------------------ |
| ser/estar   | estar     | bezokolicznik                                                |
| es/está     | ye        | tryb oznajmujący, czas teraźniejszy, 3. osoba, l. pojedyncza |
| son/están   | son       | tryb oznajmujący, czas teraźniejszy, 3. osoba, l. mnoga      |
| era/estaba  | yera      | czas przeszły niedokonany, 3. osoba, l. pojedyncza           |
| fue/estuvo  | estió     | czas przeszły dokonany prosty, 3. osoba, l. pojedyncza       |
| sido/estado | estato    | imiesłów przeszły                                            |

Odmiana czasownika „mieć” (niektóre formy)
| hiszpański | aragoński | forma gramatyczna                                            |
| ---------- | --------- | ------------------------------------------------------------ |
| haber      | aber      | bezokolicznik                                                |
| ha         | ha        | tryb oznajmujący, czas teraźniejszy, 3. osoba, l. pojedyncza |
| han        | han       | tryb oznajmujący, czas teraźniejszy, 3. osoba, l. mnoga      |

Odmiana czasownika „móc” (niektóre formy)
| hiszpański | aragoński | forma gramatyczna                                            |
| ---------- | --------- | ------------------------------------------------------------ |
| puede      | puet/pué  | tryb oznajmujący, czas teraźniejszy, 3. osoba, l. pojedyncza |
| pueden     | pueden    | tryb oznajmujący, czas teraźniejszy, 3. osoba, l. mnoga      |

Odmiana czasownika „robić” (niektóre formy)
| hiszpański | aragoński | forma gramatyczna                                            |
| ---------- | --------- | ------------------------------------------------------------ |
| hacer      | fer       | bezokolicznik                                                |
| hace       | fa        | tryb oznajmujący, czas teraźniejszy, 3. osoba, l. pojedyncza |
| hecho      | feito     | imiesłów przeszły                                            |

- Czas teraźniejszy:
  - Czasowniki zakończone w bezokoliczniku na -ar mają w czasie teraźniejszym te same końcówki w obu językach, z wyjątkiem 2. osoby liczby mnogiej – w hiszpańskim -áis, w aragońskim -as.
- Imiesłowy zakończone w hiszpańskim na -do, -da itp., w aragońskim kończą się na -to, -ta: hiszp. unido, nombrado – arag. unito, nombrato. Podobnie i rzeczowniki z tą końcówką: hiszp. estados – arag. estatos.

W obu językach partykuła przecząca ma postać no.

#### Spójniki
| Język hiszpański | Język aragoński | Znaczenie      |
| ---------------- | --------------- | -------------- |
| aunque           | anque           | „chociaż”      |
| cuando           | cuan            | „kiedy”, „gdy” |
| o                | u               | „lub”          |
| y                | e/y             | „i”            |

#### Zaimki
Zaimki osobowe:
| Język hiszpański | Język aragoński         | Znaczenie          |
| ---------------- | ----------------------- | ------------------ |
| yo               | yo                      | „ja”               |
| tu               | tu                      | „ty”               |
| él, ella, Usted  | el/er, ella/erra, Busté | „on”, „ona”, „pan” |
| nosotros         | nusatros                | „my”               |
| vosotros         | busatros                | „wy”               |
| ellos, ellas     | ellos/ers, ellas/eras   | „oni”, „one”       |

Zaimki osobowe zależne, w trybie rozkazującym, bezokoliczniku i imiesłowie współczesnym (gerundio) w obu językach stoją po czasowniku, jednak w hiszpańskim łączą się z nim jako przyrostek, a w aragońskim są oddzielone łącznikiem: hiszp. referirse – arag. referir-se.
W języku aragońskim, zaimki dzierżawcze są poprzedzone rodzajnikiem określonym: hiszp. su – arag. o suyo (r. męski), a suya (r. żeński). Analogicznie w liczbie mnogiej: hiszp. sus – arag. os suyos (r. męski), as suyas (r. żeński).
Zaimek osobowo-zwrotny se w języku aragońskim skraca się do s' przed wyrazem zaczynającym się samogłoską.
Inne zaimki:
| Język hiszpański | Język aragoński | Znaczenie   |
| ---------------- | --------------- | ----------- |
| cada una         | cadaguna        | „każda”     |
| cualquier        | cualsiquier     | „każdy”     |
| este, esta       | iste, ista      | „ten”, „ta” |

#### Przysłówki
- Podobnie jak w hiszpańskim, w aragońskim przysłówki sposobu tworzy się od form przymiotnikowych, dodając do przymiotnika użytego w rodzaju żeńskim przyrostek: w hiszpańskim -mente, w aragońskim -ment/-mén.
- Inne przysłówki:

| Język hiszpański  | Język aragoński | Znaczenie             |
| ----------------- | --------------- | --------------------- |
| ahí, allí         | astí            | „tam”                 |
| así               | asinas          | „tak”, „w ten sposób” |
| como              | como            | „jak”                 |
| después           | dimpués         | „potem”               |
| donde             | an que          | „gdzie”               |
| hoy               | güe             | „dziś”                |
| jamás             | xamás           | „nigdy”               |
| mientras, durante | mientres        | „tymczasem”           |
| siempre           | perén           | „zawsze”              |
| sólo              | nomás           | „tylko”, „jedynie”    |
| también           | tamién          | „także”               |